# ماكس شميلينج
ماكس شميلينج (بالألمانية: Max Schmeling) مواليد 28 سبتمبر 1905 في الإمبراطورية الألمانية - الوفاة 02 فبراير 2005 في ألمانيا، كان ملاكم ألماني سابق صنّف ضمن فئة الوزن الثقيل. حقق بطولة رابطة الملاكمة العالمية.

## إحصائيات
خاض خلال مسيرته 70 نزالا، فاز في 56 وتعادل في 4 وخسر في 10. فاز بالضربة القاضية في 40 نزالا.

## روابط خارجية
- ماكس شميلينج على موقع IMDb (الإنجليزية)
- ماكس شميلينج على موقع الموسوعة البريطانية (الإنجليزية)
- ماكس شميلينج على موقع مونزينجر (الألمانية)
- ماكس شميلينج على موقع ألو سيني (الفرنسية)
- ماكس شميلينج على موقع ميوزك برينز (الإنجليزية)
- ماكس شميلينج على موقع قاعدة بيانات الأفلام السويدية (السويدية)
- ماكس شميلينج على موقع إن إن دي بي (الإنجليزية)
- ماكس شميلينج على موقع ديسكوغز (الإنجليزية)
- ماكس شميلينج على موقع قاعدة بيانات الفيلم (الإنجليزية)
- ماكس شميلينج على موقع كينوبويسك (الروسية)
- ماكس شميلينج على موقع بوكس ريك (الإنجليزية) (registration required)